# Braunsbedra
Braunsbedra – miasto w Niemczech, w kraju związkowym Saksonia-Anhalt, w powiecie Saale.
Do 30 czerwca 2007 miasto należało do powiatu Merseburg-Querfurt.

## Geografia
Miasto położone jest ok. 35 km na zachód od Lipska.
Dzielnice miasta: Bedra, Braunsdorf, Frankleben, Großkayna, Leiha, Lunstädt, Neumark, Neumark-Nord, Reipisch, Roßbach, Roßbach-Süd, Schortau. Od 1 lipca 2007 do obszaru miasta weszła gmina Krumpa.

## Historia
Miejsce bitwy pod Rossbach stoczonej 5 listopada 1757 w czasie wojny siedmioletniej.

## Urodzeni w Braunsbedra
- Christoph Dietrich von Bose starszy (ur. we Frankleben) – królewsko-polski i elektorsko-saski rzeczywisty tajny radca
- Christoph Dietrich von Bose młodszy (ur. we Frankleben) – królewsko-polski i elektorsko-saski rzeczywisty tajny radca